# Rok Kidrič
Rok Kidrič, slovenski nogometaš, * 27. april 1995, Celje.
Kidrič je profesionalni nogometaš, ki igra na položaju napadalca. Od leta 2022 je član poljskega kluba Puszcza Niepołomice, s katerim se je v sezoni 2022/23 uvrstil v Ekstraklaso. Ped tem je igral za slovenske klube Celje, Šmartno 1928, Dravinjo, Dravo Ptuj, Dob, Ankaran Hrvatini, Aluminij, Olimpijo in Bravo ter turški Boluspor. Skupno je v prvi slovenski ligi odigral 101 tekmo in dosegel 20 golov, v drugi slovenski ligi pa 78 tekem in 32 golov. Z Olimpijo je osvojil slovenski pokal leta 2019.